# زونگا
زونگا (به لاتین: Zongga) یک منطقهٔ مسکونی در جمهوری خلق چین است که در تبت واقع شده‌است.